# Phaonia tenuiseta
Phaonia tenuiseta är en tvåvingeart som först beskrevs av Pokorny 1893.  Phaonia tenuiseta ingår i släktet Phaonia och familjen husflugor. Inga underarter finns listade i Catalogue of Life.